# Autonomia układowa
Autonomia układowa – swoboda regulowania warunków pracy za pomocą układów zbiorowych. Zakres autonomii układowej jest różny w poszczególnych krajach, np. bardzo szeroki w Niemczech, gdzie przykłada się dużą wagę do wolnych od interwencji państwa stosunków zbiorowych pracy, ograniczony w Polsce czy we Francji.